# Laennecia
 Laennecia  Cass., 1822 è un genere di piante angiosperme dicotiledoni della famiglia delle Asteraceae, sottofamiglia Asteroideae, tribù Astereae (Baccharis lineage) e sottotribù Baccharidinae.

## Etimologia
Il nome del genere è dedicato al fisico francese René Théophile Hyacinthe Laennec (1781-1826), l'inventore dello stetoscopio.
Il nome scientifico del genere è stato definito dal botanico Alexandre Henri Gabriel de Cassini (1781-1832) nella pubblicazione " Dictionnaire des Sciences Naturelles, dans lequel on traite méthodiquement des différens êtres de la nature, considérés soit en eux-mêmes, d'aprés l'état actuel de nos connoissances, soit relativement à l'utilité quén peuvent retirer la médecine, l'agriculture, le commerce et les arts. Strasbourg. Edition 2" ( Dict. Sci. Nat., ed. 2. [F. Cuvier] 25: 91 ) del 1822.

## Descrizione

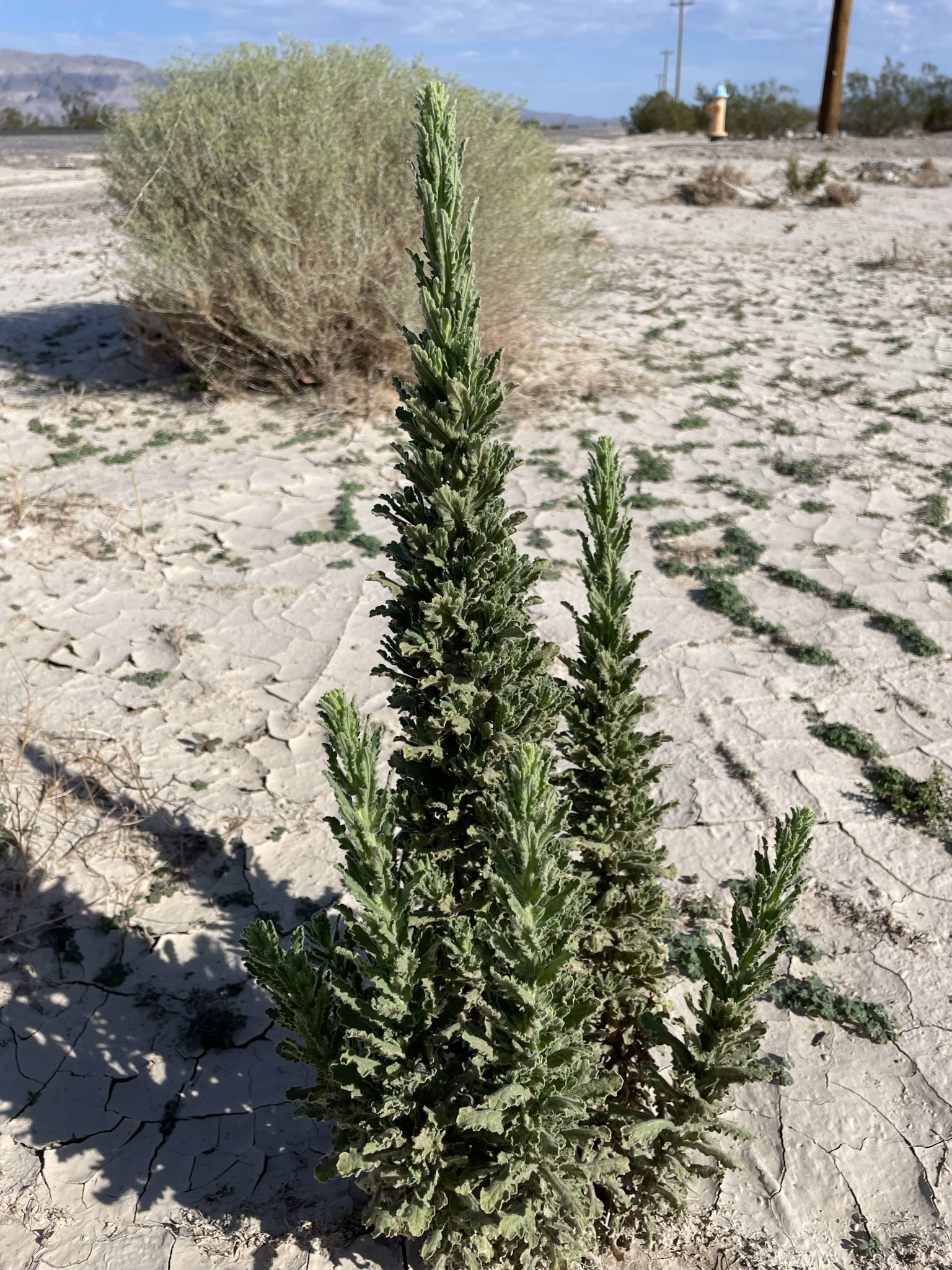
Il portamento
Laennecia coulteri

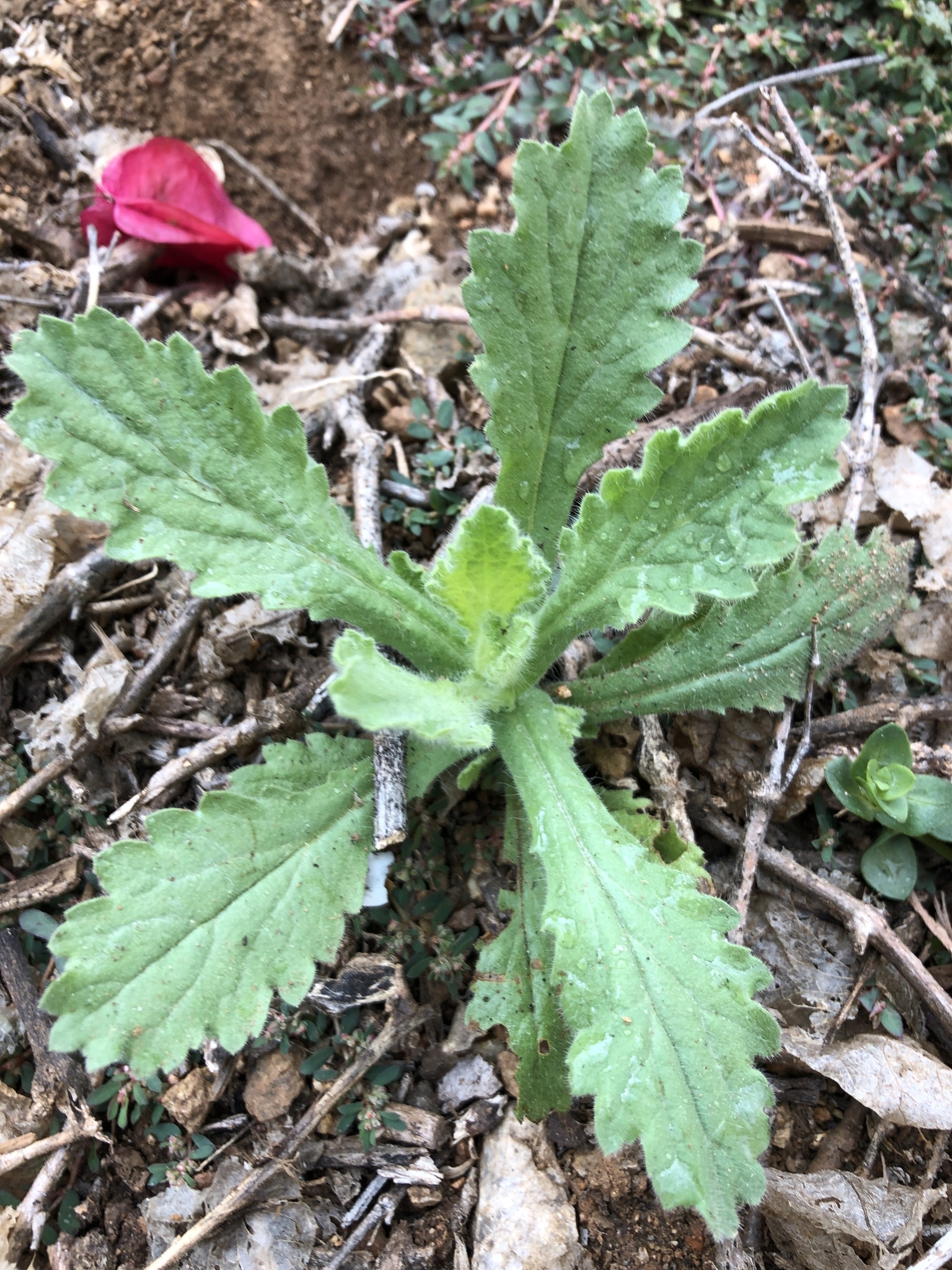
Le foglie
Laennecia coulteri

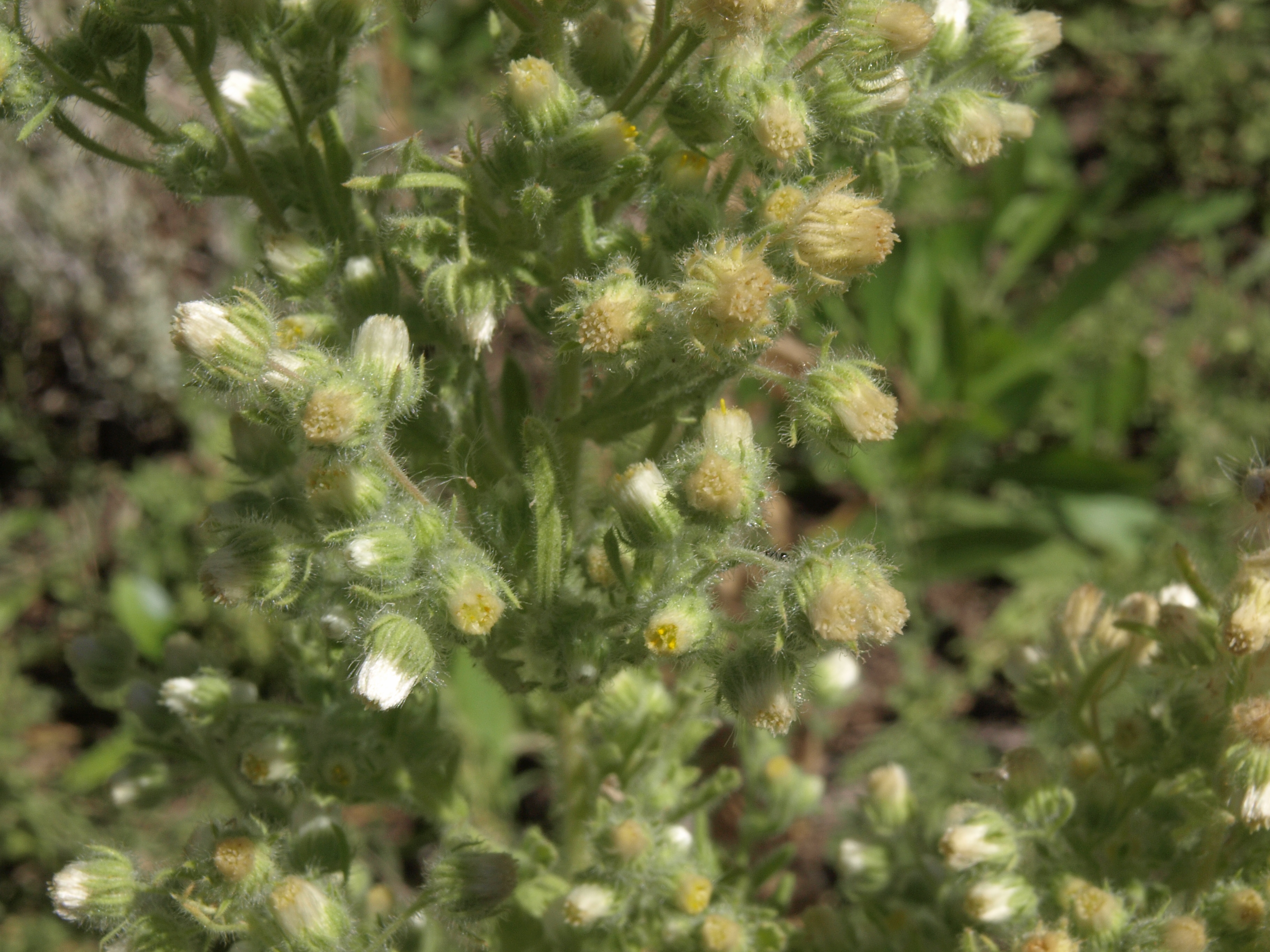
Infiorescenza
Laennecia coulteri

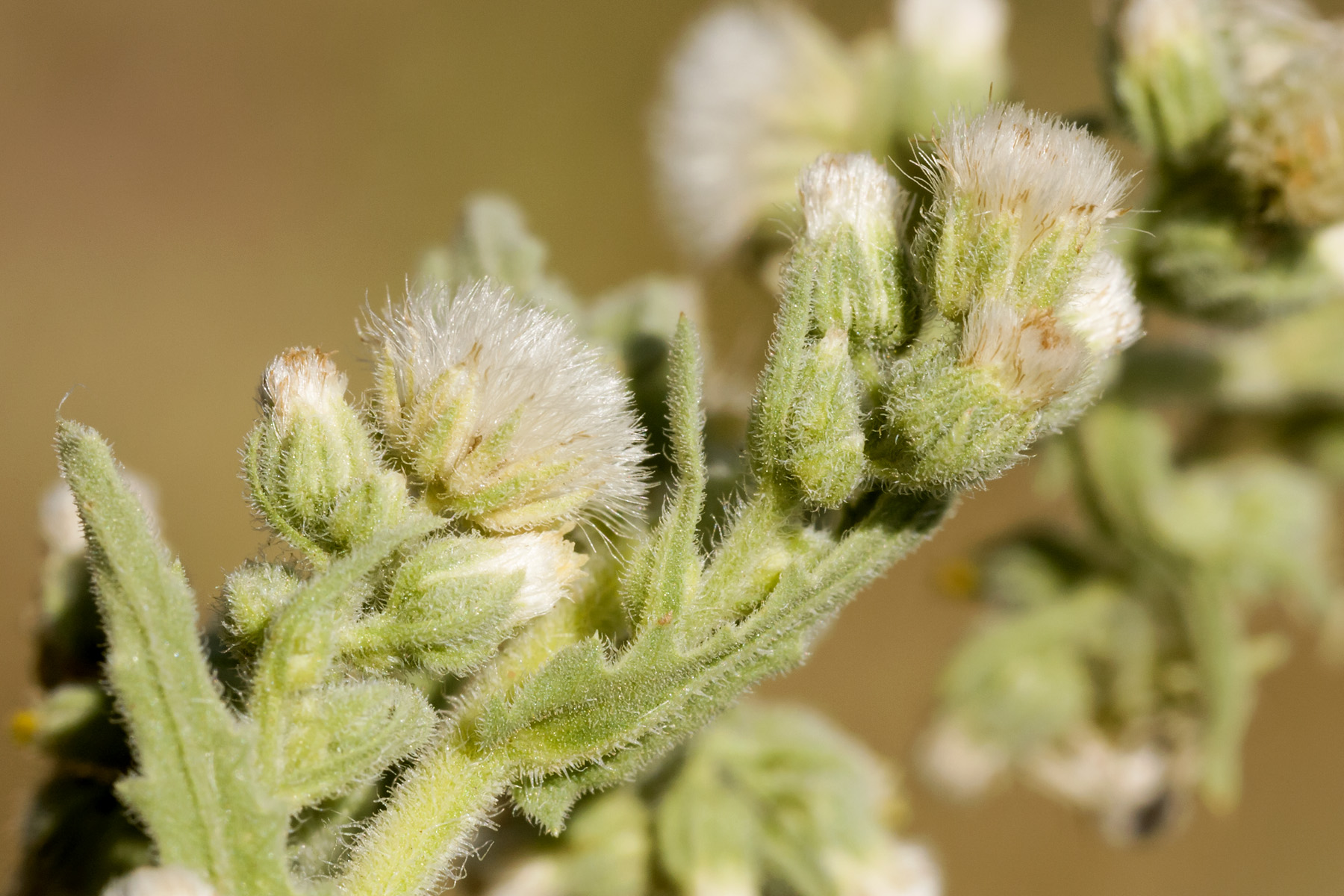
I fiori
Laennecia coulteri

Portamento. Le specie di questo genere hanno un habitus di tipo erbaceo annuale o breve-perenne. Le superfici sono da bianco-tomentose a grossolanamente pelose, spesso dotate di ghiandole punteggiate.
Fusto. La parte aerea è eretta, semplice o ramosa (può essere legnosa). La parte sotterranea è un fittone con fitte radici. Altezza media: 10 - 120 cm.
Foglie. Le foglie sono disposte in modo alternato e sono sessili o picciolate. Sono presenti sia foglie basali (persistenti) che cauline (prevalentemente alla fioritura). La lamina ha delle forme da lanceolate o oblanceolate a oblunghe o ellittiche. I margini sono da dentati a pennati (raramente sono interi). La superficie è percorsa da 1 – 3 nervi.
Infiorescenza. Le sinflorescenze sono composte da diversi capolini raccolti in sciolte formazioni corimbose o tirsoidi. Le infiorescenze vere e proprie sono composte da un capolino terminale peduncolato normalmente di tipo disciforme o appena radiato. I capolini sono formati da un involucro, con forme elicoidali, composto da 20 - 40 brattee, al cui interno un ricettacolo fa da base ai fiori di due tipi: fiori del raggio e fiori del disco. Le brattee, non carenate e a consistenza erbacea, sono disposte in modo più o meno embricato e scalato su 2 - 5 serie. Il ricettacolo in genere è nudo ossia senza pagliette a protezione della base dei fiori; la forma è piatta. Diametro degli involucri: 2 - 7 mm.
Fiori.  I fiori sono tetra-ciclici (formati cioè da 4 verticilli: calice – corolla – androceo – gineceo) e pentameri (calice e corolla formati da 5 elementi). Si distinguono in:
- fiori del raggio (esterni): da 20 a 100 per capolino, sono femminili e sono disposti su poche serie; sono ligulati (zigomorfi);
- fiori del disco (centrali): sono da 2 a 20 con forme tubulose (attinomorfe); sono ermafroditi.

- Formula fiorale:

*/x K {\displaystyle \infty }, [C (5), A (5)], G 2 (infero), achenio
- Calice: i sepali del calice sono ridotti ad una coroncina di squame.

- Corolla: 
  - fiori del raggio: la forma della corolla alla base è fiiforme-tubulolare, mentre all'apice è brevemente radiata-fimbriata con 2 - 5 denti terminali; il colore è bianco;
  - fiori del disco: la forma è tubulare-imbutiforme divaricata in 5 lobi; i lobi, patenti o eretti, hanno una forma più o meno lanceolata; il colore è giallo o crema.

- Androceo: l'androceo è formato da 5 stami sorretti da filamenti generalmente liberi; gli stami sono connati e formano un manicotto circondante lo stilo; le teche (produttrici del polline) alla base sono troncate e sono lievemente auricolate (molto raramente sono speronate o hanno una coda); le appendici apicali delle antere hanno delle forme piatte e lanceolate; il tessuto endoteciale (rivestimento interno dell'antera) è quasi sempre polarizzato (con due superfici distinte: una verso l'esterno e una verso l'interno). Il polline è sferico con un diametro medio di circa 25 micron;  è tricolporato (con tre aperture sia di tipo a fessura che tipo isodiametrica o poro) ed è echinato (con punte sporgenti).[10][13]

- Gineceo: l'ovario è infero uniloculare formato da 2 carpelli.[6] Lo stilo (il recettore del polline) è profondamente bifido (con due stigmi divergenti) e con le linee stigmatiche marginali separate.[14] I due bracci dello stilo hanno una forma deltoide e possono essere papillosi o ricoperti da ciuffi di peli.

Frutti. I frutti sono degli acheni con pappo:
- achenio: è piccolo e di colore marrone chiaro; la forma varia da oblanceolata-ellittica a obovata e compressa; sono presenti delle ghiandole sessili;
- pappo: spesso caduco, è composto da 10 a 30 setole disposte su una o due serie (all'esterno può essere presente una breve serie di 30 - 40 setole più corte o scaglie).

## Biologia
Impollinazione: l'impollinazione avviene tramite insetti (impollinazione entomogama tramite farfalle diurne e notturne).

Riproduzione: la fecondazione avviene fondamentalmente tramite l'impollinazione dei fiori (vedi sopra).

Dispersione: i semi (gli acheni) cadendo a terra sono successivamente dispersi soprattutto da insetti tipo formiche (disseminazione mirmecoria). In questo tipo di piante avviene anche un altro tipo di dispersione: zoocoria. Infatti gli uncini delle brattee dell'involucro (se presenti) si agganciano ai peli degli animali di passaggio disperdendo così anche su lunghe distanze i semi della pianta. Inoltre per merito del pappo il vento può trasportare i semi anche a distanza di alcuni chilometri (disseminazione anemocora).

## Distribuzione e habitat
Le specie di questo genere sono distribuite in America dagli Stati Uniti d'America all'Argentina.

## Sistematica
La famiglia di appartenenza di questa voce (Asteraceae o Compositae, nomen conservandum) probabilmente originaria del Sud America, è la più numerosa del mondo vegetale, comprende oltre 23.000 specie distribuite su 1.535 generi, oppure 22.750 specie e 1.530 generi secondo altre fonti (una delle checklist più aggiornata elenca fino a 1.679 generi). La famiglia attualmente (2021) è divisa in 16 sottofamiglie; la sottofamiglia Asteroideae è una di queste e rappresenta l'evoluzione più recente di tutta la famiglia.

### Filogenesi
La tribù Astereae (una delle 21 tribù della sottofamiglia Asteroideae) comprende circa 40 sottotribù. In base alle ultime ricerche nella tribù sono stati individuati (provvisoriamente) 5 principali lignaggi:
- Basal grade: include alcuni generi isolati, il gruppo "South American-Oceania",  alcune sottotribù africane e il gruppo dei generi legnosi del Madagascar.
- Bellis lineage: comprende le sottotribù eurasiatiche e una sottotribù africana.
- Aster lineage: include i generi asiatici di Asterinae e i principali gruppi dell'Australia e dell'Oceania.
- Baccharis lineage: include alcuni gruppi sudamericani.
- North American lineage: include la vasta gamma di sottotribù del Nordamerica, Messico e alcuni gruppi distribuiti nel Sudamerica.

Il genere  Laennecia (insieme alla sottotribù Baccharidinae) è incluso nel lignaggio "Baccharis lineage" relativo agli areali del Sud America. La sottotribù Baccharidinae è divisa in 9 gruppi. Il genere di questa voce è incluso nel " Laennecia group".
I caratteri distintivi del genere sono:
- le foglie principalmente sono cauline, in alcune specie le foglie basali sono persistenti;
- i capolini si trovano su rami frondosi;
- gli ovari dei fiori del disco sono fertili;
- gli acheni sono ghiandolosi.

Il numero cromosomico delle specie di questo genere è: 2n = 18.
In precedenti trattazioni questa specie è descritto all'interno della sottotribù Podocominae (ora sinonimo di Baccharidinae).

### Elenco delle specie
Questo genere ha 19 specie:
- Laennecia altoandina (Cabrera) G.L.Nesom
- Laennecia araneosa (Urb.) G.L.Nesom
- Laennecia artemisiifolia (Meyen & Walp.) G.L.Nesom
- Laennecia chihuahuana  G.L.Nesom
- Laennecia confusa (Cronquist) G.L.Nesom
- Laennecia coulteri (A.Gray) G.L.Nesom
- Laennecia eriophylla (A.Gray) G.L.Nesom
- Laennecia filaginoides  DC.
- Laennecia gnaphalioides  Cass.
- Laennecia lasseriana (Aristeg.) G.L.Nesom
- Laennecia mapimiana  G.L.Nesom
- Laennecia microglossa (S.F.Blake) G.L.Nesom
- Laennecia mima (S.F.Blake) G.L.Nesom
- Laennecia pimana  G.L.Nesom & Laferr.
- Laennecia prolialba (Cuatrec.) G.L.Nesom
- Laennecia schiedeana (Less.) G.L.Nesom
- Laennecia sophiifolia (Kunth) G.L.Nesom
- Laennecia spellenbergii  G.L.Nesom
- Laennecia turnerorum  G.L.Nesom